# Domeykodactylus
Domeykodactylus — рід птерозаврів родини Dsungaripteridae. Рештки було знайдено в Чилі, що робить його чи не єдиним загальновизнаним неазійським членом клади.

## Історія
Не враховуючи Бразилії, птерозаври рідкісні в Південній Америці за малочисельними виключеннями на зразок локацій на території Аргентини, Чилі й Перу. Casamiquela і Diaz (1978) описали рештки птерозавра знайдені в породах, чий вік вважався пізньоюрським (пізніше перевизначено як ранньокрейдовий), на півночі Чилі. Знахідку було ідентифіковано як зразок Pterodaustro. Зразок було ідентифіковано як птерозавра на основі витонченості стінки нижньої щелепи, та як птеродактилоїда переважно на підставі розмірів. Після додаткової препарації було виявлено, що структури спершу інтерпретовані як тонкі й довгі зуби нижньої щелепи типові для птеродаустро насправді представляють собою вертикальні лінійні трабекули медіального головного гребеня. 2000 року новий таксон, Domeykodactylus ceciliae, було виділено на основі цього матеріалу. Його голотипом було призначено щелепу, що зберігала елементи обох гілок і симфіза, тим часом як належність до тієї самої особини фрагментарної передщелепної, нехай знайденої в близькій асоціації й тій самій породі та віднесеної до того ж виду, визначити не вдалося. Martill, Frey, Diaz & Bell (2000) запропонували такий діагноз для тварини: з кожного боку нижньої щелепи наявно принаймні 16 невисоких і вузьких опуклих альвеол що зменшуються в розмірі й відстані від заднього кінця щелепи до переднього.

## Філогенія
Кладограму подану нижче засновано на результатах Andres et al. 2014
|  | Dsungaripterus weii      |
|  |                          |
|  | Domeykodactylus ceciliae |
|  |                          |

|  | Noripterus parvus       |
|  |                         |
|  | Noripterus complicidens |
|  |                         |

|  | Dsungaripterus weii      |
|  |                          |
|  | Domeykodactylus ceciliae |
|  |                          |

|  | Noripterus parvus       |
|  |                         |
|  | Noripterus complicidens |
|  |                         |

|  | Thalassodromeus sethi                                                            |
|  |                                                                                  |
|  | \| \| Tupuxuara longicristatus \| \| \| \| \| \| Tupuxuara leonardii \| \| \| \| |
|  |                                                                                  |
|  | Tupuxuara longicristatus                                                         |
|  |                                                                                  |
|  | Tupuxuara leonardii                                                              |
|  |                                                                                  |

|  | Tupuxuara longicristatus |
|  |                          |
|  | Tupuxuara leonardii      |
|  |                          |

|  | Dsungaripterus weii      |
|  |                          |
|  | Domeykodactylus ceciliae |
|  |                          |

|  | Noripterus parvus       |
|  |                         |
|  | Noripterus complicidens |
|  |                         |

|  | Dsungaripterus weii      |
|  |                          |
|  | Domeykodactylus ceciliae |
|  |                          |

|  | Noripterus parvus       |
|  |                         |
|  | Noripterus complicidens |
|  |                         |

|  | Thalassodromeus sethi                                                            |
|  |                                                                                  |
|  | \| \| Tupuxuara longicristatus \| \| \| \| \| \| Tupuxuara leonardii \| \| \| \| |
|  |                                                                                  |
|  | Tupuxuara longicristatus                                                         |
|  |                                                                                  |
|  | Tupuxuara leonardii                                                              |
|  |                                                                                  |

|  | Tupuxuara longicristatus |
|  |                          |
|  | Tupuxuara leonardii      |
|  |                          |